# Dentalpräteritum
Die schwachen Verben (und die Präteritopräsentien) der germanischen Sprachen bilden das Präteritum mit einem sogenannten Dentalsuffix. Sie unterscheiden sich dadurch von den starken Verben, die durch ablautende Stammvokale das Präteritum markieren. Das Dentalpräteritum ist eine Neuerung in den germanischen Sprachen und ist bereits in den frühesten Sprachstufen belegt.
- ahd. teilen : teilta
- nhd. teilen : teilte
- aengl. dǣlan : dǣlde
- engl. deal : dealt

Die Entstehungsgeschichte des Dentalpräteritums ist bis heute umstritten, da sich das Nebeneinander von stimmlosen und stimmhaften Varianten nicht einfach erklären lässt.

## Die Herkunft des Dentalsuffixes
Die Forschung ist sich nicht einig, wie die Entstehung und historische Entwicklung des schwachen Präteritums zu beurteilen sind. Zurzeit stehen zwei Theorien zur Debatte, die beide mit gewissen Unstimmigkeiten verbunden sind. Der Dental wird entweder auf idg. *dh oder auf idg. *t zurückgeführt, was sich in den folgenden zwei Theorien niederschlägt.

### Die Kompositionstheorie (idg. *dh)
Die meisten Forscher, die idg. *dh für das Dentalsuffix voraussetzen, setzen es mit dem Verb wgerm. *dō- in Verbindung, das heute in nhd. tun oder engl. to do noch gebraucht wird. Es handelt sich dabei um eine ablautende Variante zur Verbalwurzel idg. *dheh1-, die in vielen indogermanischen Sprachen vertreten ist, so beispielsweise in gr. τιθέναι ‹setzen, stellen, legen›. Die Kompositionstheorie geht davon aus, dass das Dentalpräteritum aus einer Kombination eines Substantivs im Instrumental und eines Wurzelaorists zu einem Wort verschmilzt. Eine verbreitete Erklärung sieht die Genese in der späteren 2. Klasse schwacher Verben (ō-Verben). Als Beispiel wird oft folgendes Syntagma angeführt: Germ. *salƀō ‹Salbe› im Instrumental und der Wurzelaorist *dē(þ) ‹mit Salbe versehen›, die zu *salƀōðē(þ) univerbiert werden, welches wiederum got. salbōda ‹ich salbte› entspricht. Von der 2. Klasse der schwachen Verben hat sich das grammatikalisierte Dentalsuffix auf die anderen schwachen Verbalklassen ausgebreitet.
Diese Theorie hat den Vorteil, dass ähnliche Grammatikalisierungsprozesse auch in anderen indogermanischen Sprachen sichtbar sind. Das lateinische Imperfekt auf -bā- beispielsweise geht auf ein Verb zurück, das u. a. im nhd. Suppletivparadigma von sein (bin, bist) und in gr. φύειν ‹wachsen lassen› vorhanden ist. Ein weiterer Vorteil der Kompositionstheorie liegt darin, dass sie eine Erklärung für die doppelten Dentalsuffixe im Gotischen bietet. Denn im Indikativ Dual und Plural sowie im gesamten Konjunktiv Präteritum finden sich solche Doppelformen (z. B. 3. Pl. Ind. got. nasidēdun ‹sie retteten›). Diese gleichen den Präteritalformen von ahd. tuon und as. dōn, nämlich ahd. tātun und as. dēdun/dādun. Falls diese Doppelformen tatsächlich auf das Verb tun zurückgehen, würde diese Grammatikalisierung den Verlust der Verben im Nord- und Ostgermanischen erklären. Im Altnordischen und Gotischen fehlen Spuren dieses tun-Worts. Es wurde stattdessen durch an. gørva und got. taujan ‹tun› ersetzt. Teilweise wurde das Dentalpräteritum mit t-Präterita in anderen Sprachen in Verbindung gebracht.
Die Kompositionstheorie hat jedoch auch mit einigen Problemen zu kämpfen. Denn die Präteritopräsentien und einige schwache Verben, die das Präteritum ohne Bindevokal germ. *-i- bilden (z. B. ahd. denken : dahta), können das Dentalsuffix lautgesetzlich nicht auf idg. *dh zurückführen. In diesen Fällen hätte germ. *d als Dentalsuffix keinen Primärberührungseffekt ausgelöst, was zu ahd. †dagda geführt hätte. Gerade bei den Präteritopräsentien handelt es sich um ältere Verben, die teils germ. *t, teils *þ als Dentalsuffix haben. Zwar entsprechen einige Präteritalendungen im Gotischen (-dēdun) den Verbalformen des Altsächsischen und Althochdeutschen (dēdun/tātun), aber gerade die 1./3. Sg. Prät. im Gotischen auf -da (z. B. got. nasida ‹ich rettete›) entspricht nicht den Verbalformen ahd. teta und as. deda. Außerdem bleibt unklar, inwiefern die Pluralendungen im Gotischen mit jenen in den anderen germanischen Sprachen übereinstimmen (got. -dēdun : ahd. -tun, as. -dum, ae. -don, an. -ðu). Entweder ist mit spontanen phonologischen Entwicklungen oder mit analogischen Ausgleichserscheinungen im Nordwestgermanischen zu rechnen.

### Entstehung aus idg. *t
Die zweite Theorie führt das Dentalsuffix auf idg. *t zurück, wobei hier mehrere Quellen zur Diskussion stehen. Zwar wurden indogermanische Flexionsendungen (z. B. 2. Sg. Perf. *-th2e, 3. Sg. Perf. Med. *-tai oder 2. Sg. Aor. Med. *-th1ēs) und Tempusstämme mit t ins Spiel gebracht, aber am meisten Beachtung findet das idg. Verbaladjektivsuffix *-to-, das beispielsweise in lat. datus ‹gegeben› und nātus ‹geboren› vorkommt. Es ist wahrscheinlich, dass derartige Verbaladjektive im Germanischen teils resultativen Charakter hatten. Die damit assoziierte Vergangenheitsbedeutung hätte sich demnach analogisch auf das entstehende Verbalparadigma ausgedehnt. Gerade für die Präteritopräsentien ist dies ein weniger problematischer Ansatz, da idg. *dh in diesen Fällen nicht überzeugend ist, weil es die Stimmlosigkeit im Dentalsuffix nicht erklären kann.
Ein Problem, das sich beim *-tó-Suffix ergibt, ist die Position des Akzents. Gemäß Verners Gesetz folgt germ. *ð, das auch in gewissen Präteritopräsentien auftritt (z. B. got. munda ‹meinte› oder skulda ‹sollte›). In den meisten Präteritopräsentien zeigt sich die stimmlose Variante, was jedoch mit der Akzentposition des Partizip II im Widerspruch steht. Aus diesem Grund sind die oben genannten Flexionsendungen in Erwägung gezogen worden, die zwar eine Quelle für das Dentalsuffix darstellen, aber keine überzeugende Motivation zur Ausbreitung im gesamten Präteritum anbieten. Um das Dilemma der Akzentverhältnisse und des *-tó-Suffixes zu lösen, ist die Hypothese aufgestellt worden, dass der Akzent des Partizip II der Präteritopräsentien sich vor Verners Gesetz verschoben hat, im Unterschied zu den gleichlautenden Adjektiven. Im Sanskrit ist die Unterscheidung von Partizipien und Adjektiven durch Akzentverschiebung belegt und auch im Altnordischen sind vergleichbare Tendenzen sichtbar. Letztlich lassen sich die stimmlosen und stimmhaften Varianten des Dentalsuffixes auch damit nicht klären.
Unter diesen Voraussetzungen wird momentan eine Polygenese des Dentalsuffixes gemeinhin befürwortet, die sowohl idg. *dh und *t berücksichtigt. Gerade da es stimmhafte Varianten unter den Präteritopräsentien wie got. munda und skulda gibt, die wohl auf das *-tó-Suffix zurückgehen, ist es möglich, dass es volksetymologisch mit dem Verb ‹tun› in Verbindung gebracht wurde.